# Кобон Сен Совер
Кобон Сен Совер (фр. Caubon-Saint-Sauveur) насеље је и општина у југозападној Француској у региону Аквитанија, у департману Лот и Гарона која припада префектури Марманд.
По подацима из 2011. године у општини је живело 235 становника, а густина насељености је износила 20,72 становника/km². Општина се простире на површини од 11,34 km². Налази се на средњој надморској висини од 100 метара (максималној 132 m, а минималној 42 m).

## Демографија
| 1962. | 1968. | 1975. | 1982. | 1990. | 1999. | 2011. |
| ----- | ----- | ----- | ----- | ----- | ----- | ----- |
| 249   | 252   | 237   | 244   | 272   | 241   | 235   |

График промене броја становника у току последњих година